# Don Richard Riso
Don Richard Riso (* 17. Januar 1946; † 30. August 2012 in New York) war ein US-amerikanischer Mitbegründer und Experte der Lehre vom Enneagramm. Seine Veröffentlichungen gelten als Standardwerke, und sie sind in zahlreiche Sprachen übersetzt.

## Leben
Riso wuchs in New Orleans und Los Angeles auf und studierte Englisch und Philosophie an der Stanford University mit dem Abschluss M.A. Um 1962 trat er in den katholischen Jesuitenorden der New Orleans Province ein. Entgegen manchen anderslautenden Angaben wurde er nicht zum Priester geweiht.
Wohl durch den Psychiater Claudio Naranjo kamen Jesuitengemeinschaften in Kontakt mit dem frühen Enneagramm-Material, welches sich dann in den verschiedensten nordamerikanischen Exerzitienhäusern als Hilfsmittel zur Seelenführung in den frühen 1970er Jahren herumsprach und innerhalb ihrerselbst verbreitet wurde, insbesondere durch Robert Ochs, SJ. Jedenfalls lernte Riso als jesuitischer Seminarist 1973/74 in Toronto (Kanada) das jesuitische Enneagramm-Material kennen, das nach seinen eigenen Angaben aus „… jeweils einer Seite skizzenhafter Aufzeichnungen zu den neun Persönlichkeitstypen“ bestand und sein Interesse weckte.
1975 trennte er sich nach dreizehn Jahren von den Jesuiten. Er begann, die knappen Grundlagen zu detaillierten Beschreibungen auszuarbeiten und zu erweitern. Don Richard Riso beschreibt es als seinen „wichtigen Durchbruch“, als er 1977 die Entwicklungsstufen entdeckte: Zu jedem Typ gebe es als „horizontale Kategorien“ neun Stufen von 1 (ganz gesund bzw. erlöst) bis 9 (sehr gestört). Er entwickelte auch weitere Aspekte, beispielsweise die harmonischen Gruppen, sowie Namensbezeichnungen für die Typen.
Seine Ergebnisse nach zwölf Jahren Arbeit veröffentlichte er 1987 in seinem ersten Buch, Personality Types: Using the Enneagram for Self-Discovery und dem drei Jahre später erschienenen Understanding the Enneagram.
1991 schloss sich ihm Russ Hudson an. Das geschah ursprünglich in der Absicht, einen Fragebogen zu den Enneagramm-Typen zu entwerfen. Dabei kam RHETI, der Riso–Hudson Enneagram Type Indicator, heraus. Mittlerweile haben sie eine Reihe verschiedener Tests und Kurztests entworfen und immer wieder überarbeitet. Die derzeitige volle Version umfasst 144 Entscheidungsfragen.
Zusammen mit Hudson gründete er 1995 das Enneagram Institute in Stone Ridge, NY, welches er bis zu seinem Tod leitete. Das Institut bietet Kurse und Workshops sowie verschiedenste Publikationen an. Das Enneagram Institute Network ist mittlerweile neben anderen US-amerikanischen Orten durch Niederlassungen in fünfzehn weiteren Staaten vertreten.
Hudson beteiligte sich an der Überarbeitung und Erweiterung des Buches Personality Types für die zweite Auflage; diese erschien 1996. Seither unterrichteten sie das Enneagramm weltweit; es folgten auch weitere Buchpublikationen. Riso starb am 30. August 2012 an Krebs.
Riso klassifizierte seinen Enneagramm-Typ nach eigenen Angaben als eine VIER mit DREIER-Flügel.

## Bibliografie (Auswahl)
- Don Richard Riso und Russ Hudson: Discovering Your Personality Type. 3. Auflage, Boston: Houghton-Mifflin Co., 2003. ISBN 0-618-21903-X books.google.de (Vorschau)
- Don Richard Riso: Understanding the Enneagram. Houghton Mifflin Co., 1990

- mit Russ Hudson: Understanding the Enneagram. The Practical Guide to Personality Types. Neue, überarbeitete Auflage, Boston: Houghton-Mifflin Co., 2000. ISBN 0-618-00415-7 books.google.de (Vorschau)
- dt.: Das Enneagramm-Handbuch. Droemer Knaur, 1998 ISBN 3-426-77341-4

- Don Richard Riso und Russ Hudson: The Wisdom of the Enneagram. New York: Bantam Books, 1999. ISBN 0-553-37820-1.

- dt.: Die Weisheit des Enneagramms. Entdecken Sie Ihren inneren Reichtum. Aus dem Amerikanischen von Franz Janowitz. Goldmann Verlag, 6. Aufl. 2000. ISBN 3-442-16287-4.

- Don Richard Riso: Personality Types: Using the Enneagram for Self-Discovery 1987

- mit Russ Hudson: 2., überarbeitete und erweiterte Auflage, Boston: Houghton-Mifflin Co., 1996. ISBN 0-395-79867-1 books.google.de (Vorschau)
- dt.: Die neun Typen der Persönlichkeit und das Enneagramm Droemer Knaur, 2000 ISBN 3-426-04213-4

- Don Richard Riso und Russ Hudson: Enneagram Transformations. Releases and Affirmations for Healing Your Personality Type. Boston: Houghton-Mifflin Co., 1993. ISBN 0-395-65786-5 books.google.de (Vorschau)